# 瓊崖道
琼崖道，清朝时广东行政编制。
由琼州府、崖州直隶州组成。道治在琼州府。节制当地汉族与土族民众。